# Battaglia della baia di Chemulpo
La battaglia della baia di Chemulpo (coreano: 제물포해전, Chemulpo hae jun, giapponese: 仁川沖海戦, Jinsen'oki kaisen, russo: Бой в заливе Чемульпо) fu una delle prime battaglie navali della guerra russo-giapponese (1904-1905). Si svolse il 9 febbraio 1904 al largo delle coste dell'attuale Inchon, in Corea.

## Antefatti
Le fasi iniziali della guerra si aprirono con l'attacco preventivo della Marina imperiale giapponese contro la Flotta Russa del Pacifico basata a Port Arthur, Vladivostok e a Chemulpo (ora parte di Inchon, Corea. Il comando delle operazioni di Chemulpo venne affidato al contrammiraglio Uryū Sotokichi, con sei incrociatori e 2 500 soldati.
Chemulpo era anche strategicamente importante perché era il porto principale di Seul, la capitale coreana, ed era anche la strada di invasione principale utilizzata dalle forze giapponesi nella prima guerra sino-giapponese del 1894. Comunque Chemulpo poneva diverse sfide tattiche, sia agli attaccanti, che ai difensori, a causa delle sue vaste ondate di marea, delle paludi estese e dei canali, stretti e contorti.
L'incrociatore protetto Chiyoda era stato di base a Chemulpo nei 10 mesi passati, tenendo d'occhio l'incrociatore corazzato Varyag e la vecchia cannoniera Korietz, anch'esse con base a Chemulpo per curare gli interessi russi.
Il mattino dell'8 febbraio 1904 il Chiyoda si incontrò con lo squadrone dell'ammiraglio Uryu fuori dall'ingresso a Chemulpo e riportò che diverse navi da guerra neutrali si trovavano all'ancora, incluse: HMS Talbot (Regno Unito), Pascal (Francia), Elba (Italia) e USS Vicksburg (Stati Uniti d'America). Uryu ragionò che se i russi fossero rimasti all'ancora in mezzo a navi neutrali non avrebbero potuto attaccare i suoi trasporti, mentre se fossero uscite a dar battaglia disponeva di vaste forze per combatterle. D'altra parte era contro la legge internazionale attaccare i russi mentre erano ancorati in un porto neutrale.
Allo stesso tempo richiese ai capitani del Talbot, del Pascal e dell'Elba di spostare il loro punto di ancoraggio, promettendo che non ci sarebbero stati attacchi prima delle 16:00. La nave statunitense, Vicksburg era già ancorata sufficientemente distante.

## La battaglia
L'ammiraglio Uryu ordinò agli incrociatori Chiyoda, Takachiho, Asama e alle torpediniere di risalire il canale con i trasporti truppe per cominciare immediatamente gli sbarchi, mentre gli incrociatori Naniwa, Niitaka e Akashi furono tenuti in riserva. Tre torpediniere presero riparo vicino alla fiancata opposta del Niitaka.
Alle 18:00 dell'8 febbraio 1904 i trasporti truppe giapponesi gettarono ancora a Chemulpo a fianco dei russi e iniziarono a sbarcare quattro battaglioni di soldati della 12ª Divisione di Fanteria, continuando l'operazione anche nella notte. Con stupore dei tesi giapponesi la Varyag e la Korietz non intrapresero alcuna azione. Lo sbarco fu completato alle 03:00 del 9 febbraio e tutte le navi da guerra e i trasporti si ritirarono dal porto, eccetto che per la Chiyoda.
Quest'ultima consegnò una lettera al Varyag avvisandolo che esisteva uno stato di guerra tra l'Impero del Giappone e quello Russo e dando un ultimatum ai russi che richiedeva di lasciare il porto entro mezzogiorno. Le navi neutrali vennero avvisate di tenersi fuori da ogni conflitto che potesse verificarsi. A mezzogiorno un ufficiale del Talbot si recò alla Naniwa per declinare la richiesta di cambiare ancoraggio, sulla base del fatto che Chemulpo fosse un porto neutrale, ma i vascelli neutrali non avrebbero comunque fornito protezione o assistenza alla Varyag.
Rifiutando i consigli di arrendersi alle 11:00 del 9 febbraio, la Varyag tentò di fuggire in mare aperto ma venne duramente colpito alla centrale di tiro a ad un torrione corazzato, oltre che allo scafo che iniziò ad imbarcare acqua.

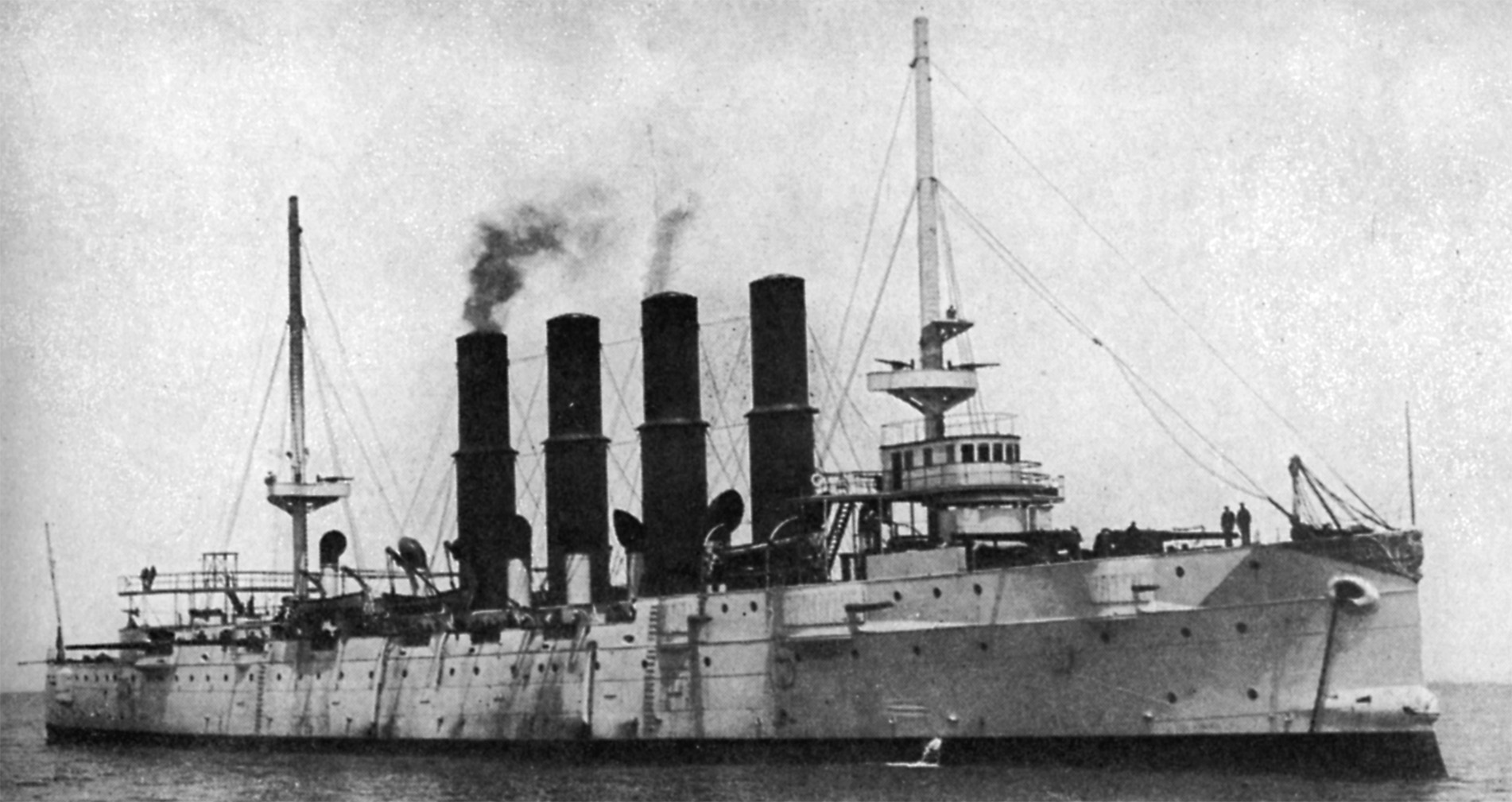
L'incrociatore russo Varayg.

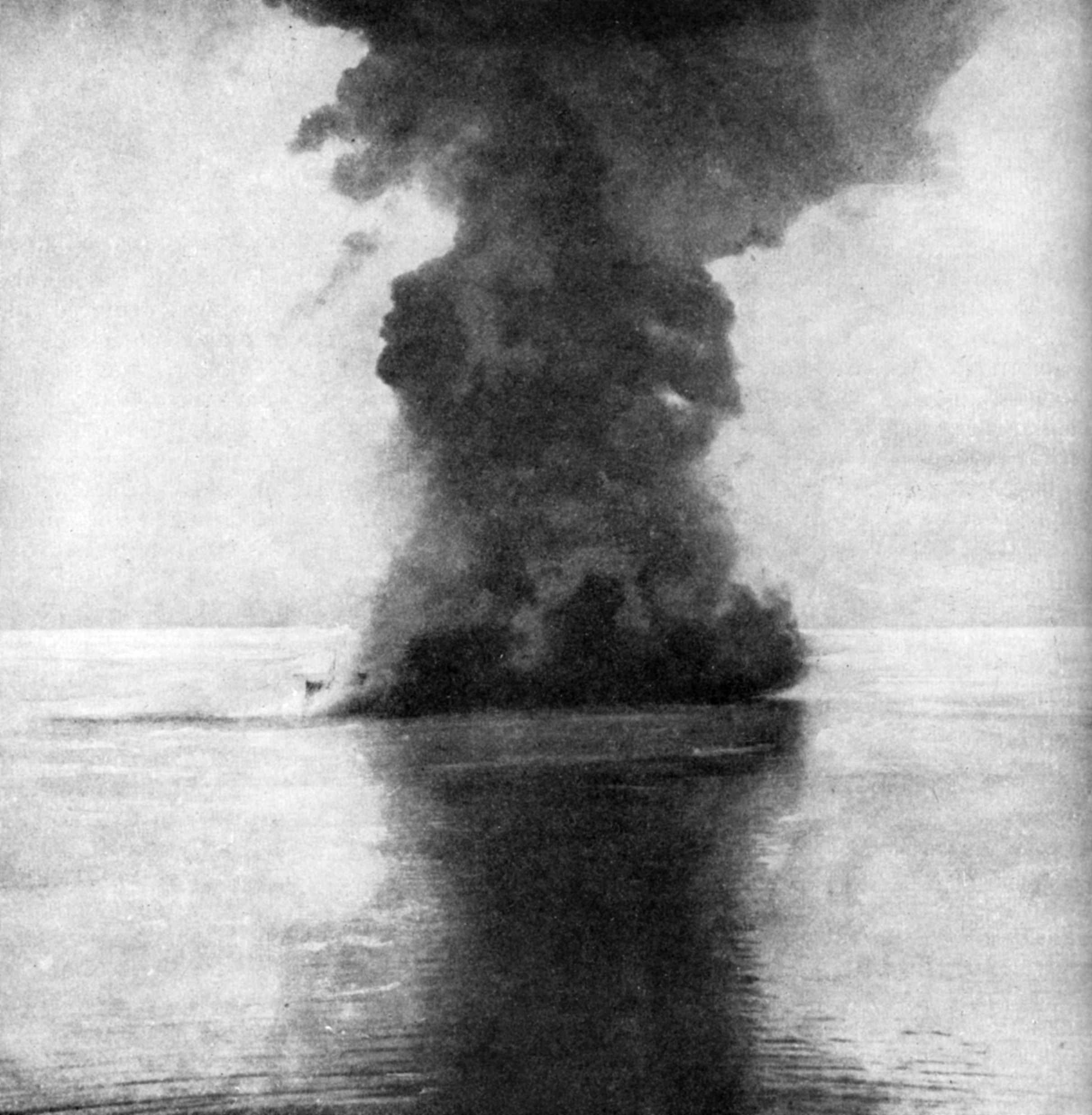
La cannoniera Korietz in fiamme.

Incapace di sganciarsi dallo squadrone giapponese a metà pomeriggio la Korietz e il gravemente danneggiato Varyag tornarono al porto di Chemulpo alle 13:15, dove entrambi si rifugiarono vicino alle navi da guerra neutrali. Alle 16:00 la Korietz venne affondata dal suo equipaggio, facendo esplodere due magazzini di polvere. Alle 18:10 il Varyag incendiato e con una falla, si capovolse di babordo e affondò. Vennero inviati degli uomini sul trasporto russo Sungari, che era rimasto in porto durante la battaglia, per incendiarlo e impedire che cadesse in mani giapponesi.

## Esito
La battaglia fu una vittoria militare giapponese. Le perdite russe a bordo della Varyag furono pesanti, i feriti più gravi furono curati nell'ospedale della Croce Rossa di Chemulpo. Gli equipaggi russi, eccetto i feriti gravi, tornarono in Russia a bordo di navi neutrali e furono trattati come eroi. La Varyag venne successivamente recuperata dai giapponesi e reimmessa in servizio con il nome di Soya (dal nome del promontorio più meridionale di Hokkaidō), fino alla sua restituzione il 22 marzo 1916 in virtù dell'alleanza russo-giapponese durante la prima guerra mondiale.

## Filmografia
- Chemulpho, documentario britannico prodotto dalla Hepworth (1904)